# 白丝毛红山茶
白丝毛红山茶（学名：Camellia albo-sericea）是山茶科山茶属的植物。分布在中国大陆的四川等地，生长于海拔1,550米的地区，多生在山地疏林，目前尚未由人工引种栽培。